# Бързо, акуратно, окончателно
„Бързо, акуратно, окончателно“ е български телевизионен игрален филм (трагикомедия) от 1989 година на режисьора Михаил Мелтев, по сценарий на Свобода Бъчварова. Оператор е Венец Димитров. Музиката във филма е композирана от Борис Карадимчев. Художник е Ирина Стойчева.

## Сюжет
Погрешен смъртен акт лишава от живот невинен човек...
Пародия на бюрократичните нрави и институции
Издаден е смъртен акт на жив човек, вместо на покойната му баба. Бюрократичната машина е задействана - не го пускат на работа, издаден е служебен некролог.... 

## Актьорски състав
| В главните роли                 | Изпълнител                             |
| ------------------------------- | -------------------------------------- |
| Живко Петров Ташков             | Кирил Варийски                         |
| Яна, началникът на обредния дом | Катерина Евро                          |
| братовчедът на Яна              | Пламен Сираков                         |
| алкохолизираният                | Димитър Марин                          |
| некропоетът                     | Димитър Георгиев                       |
| чиновникът                      | Стефан Стайчев                         |
| баба Мара                       | Надя Тодорова                          |
| адвокатът                       | Костадин Генчев                        |
| директорът                      | Анани Явашев                           |
| д-р Петров                      | Никола Рударов (като Николай Рударов)  |
| медицинска сестра               | Дарина Павлова (като Дарина Георгиева) |
| д-р Икономов                    | Красен Бурханларски                    |
| човека с дините                 | Петър Попйорданов                      |

## Награди
- Специалната награда на журито от Фестивала на ТВ игралното кино „Умбрияфикшън-91“ в (Перуджа, Италия, 1991)